# Slobodno zidarstvo u Crnoj Gori
| Velike lože                      | Broj loža |
| -------------------------------- | --------- |
| Velika loža Crne Gore            | 5         |
| Velika regularna loža Crne Gore  | 3+        |
| Velika nacionalna loža Crne Gore | 4         |
| Velika nacionalna loža Srbije    | 1         |

Slobodno zidarstvo u Crnoj Gori djeluje od početka 19. stoljeća. Prva masonsku ložu na području današnje Crne Gore osnovali su 1807. godine u Kotoru francuski časnici koji su upravljali Ilirskim pokrajinama. 
Danas u Crnoj Gori djeluje regularna Velika loža Crne Gore i druge kontinentalne velike lože.

## Povijest
Loža "Prijatelji istine" (fran. Loge de St. Jean sous le titre destinctif des Amis de la victorie") u Kotoru osnovana je 1807. godine na poticaj francuskog časnika Martela i dubrovačkog svećenika Ignjata Bana. Loža je pripadala Velikom orijentu Francuske. Člasnovi su se sastajali u kući kneza Beskuća. Kasnije su se neki članovi lože javno odrekli pripadnosti slobodnom zidarstvu.
Nakon završetka Prvog svjetskog rata u Kraljevini SHS formirana je Velika loža "Jugoslavija". Pod zaštitom ove velike lože uspostavljena je 1926. godine Loža "Zora" u Kotoru, Zetska oblast. Osnovala su je devetorica članova Lože "Sloboda" u Dubrovniku s prebivalištem u Kotoru. Međutim, politička situacija u Europi dovela je do gašenja loža, uključujući i Veliku ložu "Jugoslavija" 1940. godine, prije izbijanja Drugog svjetskog rata. Nakon rata, u razdoblju socijalističke Jugoslavije (1945. – 1990.), organizirano slobodno zidarstvo je bilo zabranjeno.
Obnova slobodnog zidarstva u Crnoj Gori (tadašnjoj republici u sastavu SR Jugoslavije) dogodila se u ožujku 1993. godine kada je osnovana Loža "Montenegro", sa sjedištem u Podgorici, na masonskom samitu u Riminiju gde je osnovana Regularna velika loža Jugoslavije. Nakon ove osnovane su još dvije lože, Loža "Zora" u Kotoru i Loža "Luča mikrokozma" u Cetinju. Raspadom zajedničke države 2006. godine ove tri lože osnivaju prvu crnogorsku veliku ložu, Veliku ložu Crne Gore. U veljači 2009. godine Ujedinjena velika loža Engleske (UGLE) je priznala ovu veliku ložu kao regularnu.

## Regularna velika loža
Velika loža Crne Gore (crnog. Велика ложа Црне Горе), skraćeno VLCG, je regularna crnogorska masonska velika loža osnovana 2006. godine u Podgorici. Ima preko 120 članova u 5 loža u Podgorici, Kotoru, Cetinju i Nikšiću. Ujedinjena velika loža Engleske je 2009. godine priznala ovu veliku ložu kao regularnu.

## Tradicionalne i liberalne velike lože
U Crnoj Gori djeluju i velike lože koje pripadaju kontinentalnom ili tradicionalnom ustroju.
Velika regularna loža Crne Gore (crnog. Велика регуларна ложа Црне Горе), skraćeno VRLCG, je mješovita velika loža sa sjedištem u Danilovgradu. Osnovana je 7. srpnja 2000. godine od tri lože: Lože "Montenegro", Lože "Zeta" i Lože "Duklja". Postali su poznati u listopadu 2011. godine nakon objavljivanja jedne fotografije s ritualnog rada, na kome se vide poznati političari i poduzetnici kao i jedna žena. Veliki majstori ove velike lože bili su Milovan Drašković i Branislav Mićunović. Velika loža ima svoj hram na periferiji Podgorice. Ova velika loža radi prema Škotskom obredu. Godine 2009. potpisala je povelju o prijateljstvu s Velikim orijentom Francuske. Članica je Masonske unije Balkana.
Velika nacionalna loža Crne Gore (crnog. Велика национална ложа Црне Горе), skraćeno VNLCG, je tradicionalna velika loža osnovana 2015. godine. Pod njenom zaštitom djeluju četiri lože u Podgorici, i to: Loža "18. mart", Loža "Aurora", Loža "P. P. Njegoš" i Loža "La Fence". Članica je međunarodnog saveza SOGLIA. Primarni obred ove velike lože je Škotski obred, a upravljanje visokim stupnjevima vodi Vrhovno vijeće velikih loža Balkana. Veliki majstor ove velike lože bio je Slavko Vujisić.
Crnogorske velike lože koje nisu upisane u nacionalni registar udruga:
- Tradicionalni inicijacijski red Crne Gore (tali. Ordine Tradizionale Iniziatico Montenegro), skraćeno OTIM, je član Univerzalnog masonskog saveza (tali. Alleanza Universale Massonica, AUM),[22] te ima sestrinske velike lože (tj. velike lože istog naziva) u nekoliko drugih država.[23]
- Velika orijentalna regularna loža Crne Gore (fran. Grande Loge Orientale Régulière du Monténégro) je pokrajinska velika loža u sastavu Velike orijentalne regularne lože Francuske (Grande Loge Orientale Régulière de France, GLORF).[24]
- Velika neovisna loža slobodnih zidara Crne Gore (tali. Indipendente Gran Loggia dei Liberi Muratori del Montenegro).[24][25][26] U Podgorici imaju Ložu "Fratellanza".[27]
- Velika najuzvišenija loža Crne Gore (tali. Serenissima Gran Loggia del Montenegro).[28]
- Velika suverena loža Duklja je muška velika loža. Nosi naziv po Duklji, srednjovjekovnoj slavenskoj državi na području današnje Crne Gore. Upravljanje visokim stupnjevima Škotskog obreda vodi Vrhovni savjet Balkana.[29]

## Ugašene velike lože
Velika regularna masonska loža Crne Gore, skraćeno VRMLCG, je velika loža koja je radila početkom 2000-ih. Bio je to tek pokušaj samostalne velike lože u tadašnjoj Crnog Gori, federalnoj jedinici u sastavu treće Jugoslavije. Konstituirana je 7. srpnja 2002. godine pod vodstvom Zuvdije Hodžića ali zbog neispravnog osnivanja zahtjev za međunarodnim priznanjem nije odobren.
Početkom 1997. godine Velika loža Jugoslavije je u Kotoru osnovala Ložu "Njegoš". Ova loža se vrlo brzo ugasila zbog nedostatka članova.

## Inozemne velike lože u Crnoj Gori
Pored crnogorskih velikih loža, u Crnoj Gori djeluju i lože koje su pod zaštitom drugih nacionalnih velikih loža, kao što su:
- Velika nacionalna loža Srbije (VNLS) ima jednu ložu pod svojom zaštitom, i to Ložu "G9" br. 55, koja radi u Podgorici od 2018. godine.[32][3]

## Poznati slobodni zidari
- Petar II. Petrović Njegoš, vladika i državni poglavar Crne Gore, književnik i filozof
- Antun Kojović, hrvatski pjesnik iz Budve